# Пуент-дю-Ок

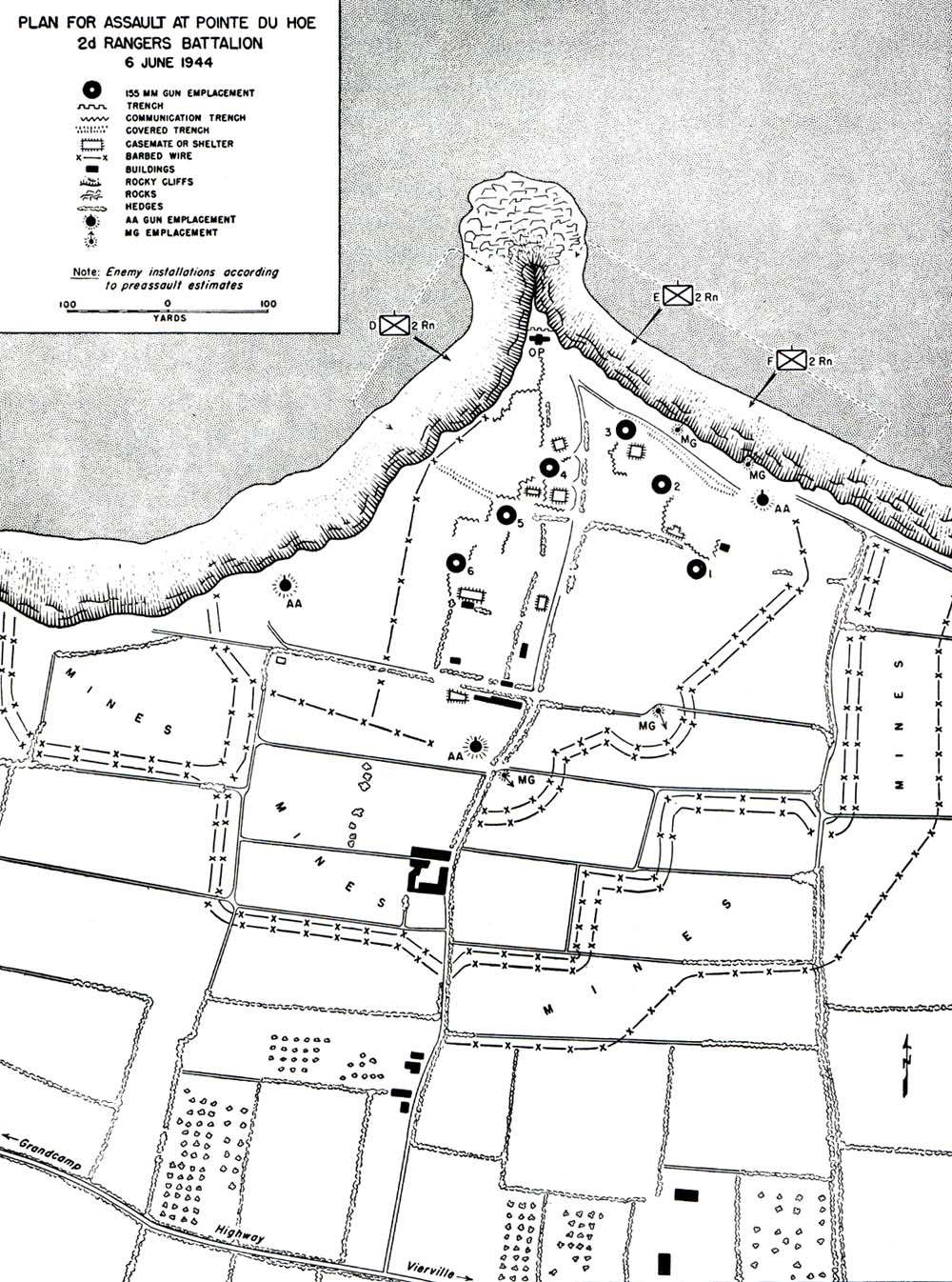
Схема розташування оборонних споруд (за даними розвідки союзників) Пуент-дю-Ок у системі «Атлантичного Вала»

Пуент-дю-Ок (фр. Pointe du Hoc) — мис на узбережжі Сенської бухти, захоплення якого зіграло суттєву роль під час вторгнення до Нормандії в планах союзників.